# Île Bêta
Pour les articles homonymes, voir Île Beta (homonymie).
L'île Bêta (en anglais Beta Island et en espagnol : Isla Rodeada) est une île de l'Antarctique faisant partie des îles Melchior, situées dans l'archipel Palmer, dans le nord-ouest de la terre de Graham. Elle se trouve au nord de l'île Kappa et au sud-ouest de l'île Alpha.
L'île, qui porte le nom de la 2e lettre de l'alphabet grec, est cartographiée en 1927 par des scientifiques britanniques des Discovery Investigations (en), et inspectée par des expéditions argentines en 1942, 1943 et 1948.
En Argentine et au Chili, l'île est connue respectivement sous les noms de d'Isla Rodeada et d'Isla Beta.
Située dans la péninsule Antarctique, une région revendiquée par le Chili, l'Argentine et le Royaume-Uni, elle tombe sous le traité sur l'Antarctique et aucune des revendications n'est actuellement reconnue.